# Madeleine de France (Corneille de Lyon)
Madeleine de France est un tableau de Corneille de Lyon. Il représente Madeleine de France.  Il existe deux versions du tableau. Une était conservé au musée des beaux-arts de Blois, depuis un don de 1854, avant d'être volé le 19 juillet 1996. Cette version mesure 14 cm sur 11 cm, et possède un fond vert.
L'autre version du tableau est conservée à Versailles. Elle mesure 15 cm de haut sur 13 cm de large.